# Champigneulle
Champigneulle és un municipi francès situat al departament de les Ardenes i a la regió del Gran Est. L'any 2007 tenia 76 habitants.

## Demografia

### Població
El 2007 la població de fet de Champigneulle era de 76 persones. Hi havia 35 famílies de les quals 15 eren unipersonals (15 dones vivint soles i 15 dones vivint soles), 15 parelles sense fills i 5 parelles amb fills.
La població ha evolucionat segons el següent gràfic:
Habitants censats

### Habitatges
El 2007 hi havia 51 habitatges, 38 eren l'habitatge principal de la família, 10 eren segones residències i 3 estaven desocupats. Tots els 51 habitatges eren cases. Dels 38 habitatges principals, 27 estaven ocupats pels seus propietaris, 10 estaven llogats i ocupats pels llogaters i 1 estava cedit a títol gratuït; 4 tenien tres cambres, 10 en tenien quatre i 24 en tenien cinc o més. 25 habitatges disposaven pel capbaix d'una plaça de pàrquing. A 13 habitatges hi havia un automòbil i a 14 n'hi havia dos o més.

### Piràmide de població
La piràmide de població per edats i sexe el 2009 era:
| Homes | Edats   | Dones |
| ----- | ------- | ----- |
| 0     | 95 o +  | 0     |
| 0     | 90 a 94 | 0     |
| 0     | 85 a 89 | 0     |
| 0     | 80 a 84 | 0     |
| 0     | 75 a 79 | 4     |
| 4     | 70 a 74 | 0     |
| 0     | 65 a 69 | 8     |
| 8     | 60 a 64 | 4     |
| 0     | 55 a 59 | 4     |
| 0     | 50 a 54 | 4     |
| 0     | 45 a 49 | 0     |
| 0     | 40 a 44 | 0     |
| 4     | 35 a 39 | 0     |
| 0     | 30 a 34 | 0     |
| 0     | 25 a 29 | 0     |
| 0     | 20 a 24 | 0     |
| 0     | 15 a 19 | 0     |
| 0     | 10 a 14 | 0     |
| 0     | 5 a 9   | 0     |
| 0     | 0 a 4   | 0     |

## Economia
El 2007 la població en edat de treballar era de 42 persones, 24 eren actives i 18 eren inactives. De les 24 persones actives 20 estaven ocupades (10 homes i 10 dones) i 4 estaven aturades (4 dones i 4 dones). De les 18 persones inactives 10 estaven jubilades, 5 estaven estudiant i 3 estaven classificades com a «altres inactius».
Activitats econòmiques
Dels 6 establiments que hi havia el 2007, 1 era d'una empresa extractiva, 1 d'una empresa alimentària, 3 d'empreses de comerç i reparació d'automòbils i 1 d'una empresa financera.
L'únic establiment comercial que hi havia el 2009 era una carnisseria.
L'any 2000 a Champigneulle hi havia 5 explotacions agrícoles.

## Poblacions més properes
El següent diagrama mostra les poblacions més properes.